# Jon Vickers
Jonathan Stewart "Jon" Vickers (Prince Albert, 29 oktober 1926 – Ontario, 10 juli 2015) was een Canadees tenor.

## Leven
Vickers was de zesde in een gezin van acht kinderen. In 1950 werd hem een beurs toegekend om opera te studeren aan de Royal Conservatory of Music in Toronto. In 1957 voegde Vickers zich bij het Royal Opera House, Covent Garden. In 1960 kwam hij aan de Metropolitan Opera. Hij werd wereldberoemd vanwege een breed scala van Duitse, Franse en Italiaanse rollen. Vickers' krachtige dramatische tenor kon aan de eisen van de Wagneropera’s voldoen, hoewel zijn persoonlijke levensopvatting – als behoudend Christen – soms in strijd kwam met Wagners karakteriseringen.
Een van zijn beroemde rollen, Radames in Verdi's Aida, koppelde hem bij een opname met de beroemde Amerikaanse sopraan Leontyne Price.
In 1953 huwde Vickers met Henrietta Outerbridge. Het paar kreeg vijf kinderen. In 1968 werd hij "Companion" van de Orde van Canada.
Jon Vickers overleed in 2015 op 88-jarige leeftijd.

## Loopbaan
Hij studeerde aan de Royal Conservatory in Toronto onder George Lambert en maakte zijn professionele debuut in 1956 in Stratford, Ontario, als Don José in Carmen. Hij maakte zijn debuut aan Covent Garden in 1957 als Riccardo in Verdi's Un ballo in maschera en bleef in dat operahuis optreden tot in de jaren tachtig, waarbij hij zijn persoonlijke stempel drukte op de rollen van Aeneas in Les Troyens, Radames in Aida, de titelrol in Don Carlos, Händels Samson, Florestan in Fidelio, Tristan in Tristan und Isolde, Canio in Pagliacci en de titelrol in Brittens Peter Grimes. Zijn interpretatie van Tristan was aantoonbaar zonder gelijke in de moderne tijd.
Hij maakte zijn debuut aan de Bayreuther Festspiele in 1958 als Siegmund in Die Walküre en zong daar Parsifal in 1964. Zijn debuutrol aan de Metropolitan Opera was Canio in Pagliacci in 1960. Hij verscheen aan de Metropolitan Opera twintig achtereenvolgende seizoenen in meer dan 225 uitvoeringen van 16 rollen, waaronder Don José, Herman in Tsjaikovski's Schoppenvrouw, de Samsons van zowel Händel en Saint-Saëns, Don Alvaro in La forza del destino en Tristan. Aan de Royal Opera House Covent Garden in Londen zong hij Tristan, Brittens Peter Grimes (waarbij hij de opvatting van deze partij voor altijd veranderde), Händels Samson en, bovenal, Enée in Berlioz' epische opera Les Troyens. In Sir Colin Davis' opname maakte hij de partij zijn eigen.
Hij weigerde Tannhäuser te zingen omdat hij zich niet kon invoelen met de figuur. Hij zong echter wel Nerone in Monteverdi’s L'Incoronazione di Poppea aan de Opéra de Paris. Ook blonk hij uit als Alvaro in La forza del destino, Don Carlos (in Visconti's productie in Londen), Siegmund en Samson.
Vickers zong ook in het thuis van Italiaanse opera, het Teatro alla Scala te Milaan, alsook in de grote operahuizen van de Lyric Opera of Chicago, de San Francisco Opera en dat van Salzburg. Hij trok zich terug in 1988.
Vickers' roem berust op zijn uitzonderlijke begrip van karakters in de greep van tegenstrijdige gevoelens. Hij stond erom bekend dat hij schoonheid van de stem en een gladde zangstijl opofferde omwille van het dramatische effect; zijn muzikaliteit en scrupuleuze dramatische voorbereiding stonden echter nooit ter twijfel. Zijn toegewijde portretteringen van geplaagde figuren als Peter Grimes, Canio, Otello, Siegmund en Samson waren de hoekstenen van zijn artistieke nalatenschap. Zijn opnamen van deze rollen worden terecht geprezen, maar kunnen slechts in de buurt komen van de impact van zijn beladen live-uitvoeringen. Er zijn video's beschikbaar van verschillende van zijn uitvoeringen, waaronder die van Otello, Peter Grimes, Canio, Samson, Tristan en Don José.
Zijn opnamen dragen een bijzondere intensiteit, hetgeen dikwijls ontbreekt in de studio-opera-opnamen van mindere acteurs. De dramatische intensiteit waartoe hij in staat was in zijn eerste opname van Otello onder leiding van Tullio Serafin naast de bariton Tito Gobbi en de sopraan Leonie Rysanek is des te opvallender doordat hij de rol toen nog nooit op toneel had uitgevoerd. Dat Jon Vickers in staat was een dergelijke indruk in de studio te maken getuigt van een aangeboren dramatisch bewustzijn dat zeldzaam is bij zangers van zijn kaliber.
Vickers trad ook op in televisiefilms van Pagliacci en Otello, beide onder leiding van Herbert von Karajan, en had in 1978 de première van Live from the Met met Otello.